# Fuendejalón
Fuendejalón es un municipio de España, en la provincia de Zaragoza, comunidad autónoma de Aragón.
Tiene una superficie de 75,83 km², con una población de 784 habitantes (INE 2020).

## Geografía
Perteneciente a la comarca del Campo de Borja, Fuendejalón se encuentra a 66 km de Zaragoza y a 36 km de Tarazona.
Respecto a Borja, la capital comarcal, su distancia es de 13 km.
La localidad se asienta al oeste de llano de Plasencia, en el barranco del Reguero, y está a 472 m s. n. m.
Fuendejalón tiene una temperatura media anual de 13° C y una precipitación anual de 450 mm.

## Historia
Tras la Reconquista y durante siglos, Fuendejalón comparte historia con muchos otros municipios de la comarca, vinculada a las órdenes de caballería y al Monasterio de Veruela.
La localidad dependió de la Orden de San Juan de Jerusalén desde el 29 de junio de 1257, cuando Doña Constanza la entregó a Giraldo, castellán de Amposta, pasando a depender de la encomienda de Mallén.
De su pertenencia a dicha orden conserva la cruz de ocho puntas en su escudo y bandera.
A mediados del siglo XIX, el historiador Pascual Madoz describe a Fuendejalón de esta manera: 

situado en una pequeña eminencia... tiene sobre 123 casas de mediana altura, las que se distribuyen en calles irregulares.... iglesia parroquial (San Juan Bautista)... y una ermita titulada Virgen del Castillo.

En septiembre de 1936, María Domínguez fue fusilada en la tapia del cementerio de Fundejalón por el bando franquista. Domínguez había sido alcaldesa de la vecina población de Gallur, y la segunda mujer en España en asumir este cargo.

## Demografía
Fuendejalón cuenta con una población de 763 habitantes (INE 2024).
| Gráfica de evolución demográfica de Fuendejalón entre 1842 y 2021                                                   |
| |
| Población de derecho según los censos de población del INE Población de hecho según los censos de población del INE |

En el censo de España de 1857, Fuendejalón figura con una población de 1058 habitantes.
Aunque durante casi todo el siglo XX la población de Fuendejalón superó los 1000 habitantes —alcanzando el máximo registro en 1920—, hoy su población es inferior a 800 habitantes.

## Economía
Fuendejalón pertenece a una zona tradicionalmente productora de vino y sus caldos se incluyen en la D.O. Campo de Borja.
La producción de vino supone la mayor parte de los ingresos de la población.

## Administración y política
| Período     | Alcalde                              | Partido |  |
| ----------- | ------------------------------------ | ------- |  |
| 1979-1983   | Fernando Aznar Lasheras              | UCD     |  |
| 1983-1987   | Daniel Barcos-Pascual Miguel Asensio | PSOE    |  |
| 1987-1991   | Pascual Miguel Asensio Andía         | PSOE    |  |
| 1991-1995   | Pascual Miguel Asensio Andía         | PSOE    |  |
| 1995-1999   | Pascual Miguel Asensio Andía         | PSOE    |  |
| 1999-2003   | Pascual Miguel Asensio Andía         | PSOE    |  |
| 2003-2007   | Pascual Miguel Asensio Andía         | PSOE    |  |
| 2007-2011   | Luis Antonio García Aznar            | CHA     |  |
| 2011-2015   | Luis Antonio García Aznar            | CHA     |  |
| 2015-2019   | Luis Antonio García Aznar            | CHA     |  |
| 2019-2023   | Javier Tolosa Jaime                  | PSOE    |  |
| 2023-actual | Javier Tolosa Jaime                  | PSOE    |  |

| Partido político    | Partido político                                   | 2003   | 2007   | 2011   | 2015   | 2019   | 2023   |
| Partido político    | Partido político                                   | Ediles | Ediles | Ediles | Ediles | Ediles | Ediles |
|                     | Partido de los Socialistas de Aragón (PSOE-Aragón) | 5      | 3      | 3      | 3      | 4      | 5      |
|                     | Chunta Aragonesista (CHA)                          | 1      | 2      | 2      | 2      | 1      | 1      |
|                     | Partido Popular de Aragón (PP)                     | 1      | 1      | 1      | 2      | 2      | 1      |
|                     | Partido Aragonés (PAR)                             | —      | 1      | 1      | —      | —      | —      |
| Total de concejales | Total de concejales                                | 7      | 7      | 7      | 7      | 7      | 7      |

## Patrimonio

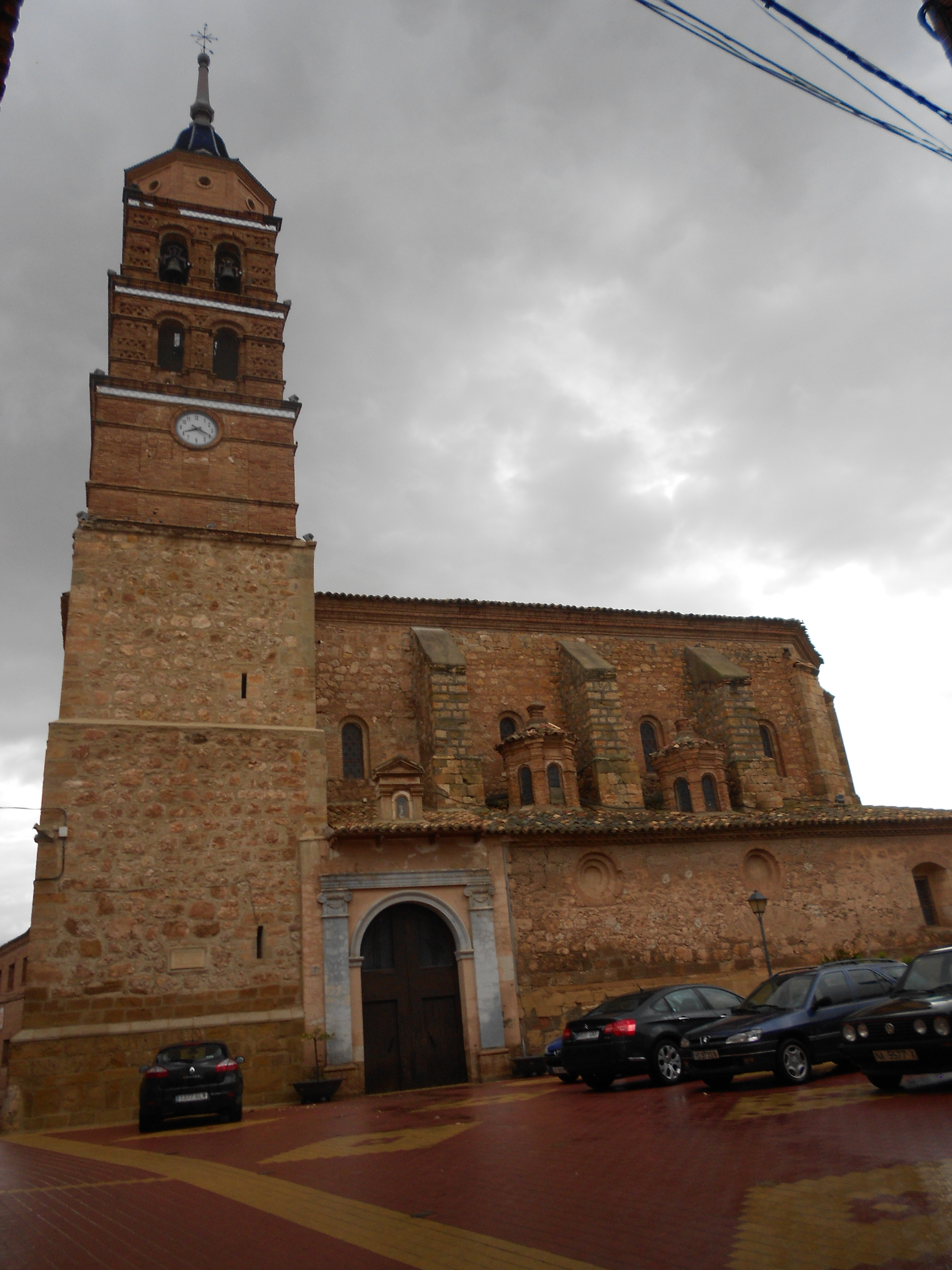
Iglesia de San Juan Bautista, templo de la segunda mitad del.

### Iglesia de San Juan Bautista
La Iglesia de San Juan Bautista es un templo de piedra de sillería construido en estilo gótico tardío.
Consta de una nave única con capillas entre los contrafuertes.
El ábside es semihexagonal y la bóveda de la nave interior es de crucería estrellada.
La construcción está coronada por una torre con decoración mudéjar. El cuerpo mudéjar de la misma tiene tres pisos que se retranquean en altura, con el fin de conseguir una sensación de mayor altura. En la parte superior, un chapitel piramidal vidriado acentúa aún más la verticalidad de la construcción. Al igual que otras torres mudéjares de época avanzada, la decoración en ladrillo es escasa y repetitiva. En época moderna se instaló un reloj en su fachada sur.
En el interior del edificio se pueden admirar valiosas pinturas al fresco y tallas del siglo XIII. El retablo mayor es de finales del siglo XVI y está compuesto por una serie de tableros con pasajes de la vida de San Juan Bautista.
Como fecha de construcción figura «19 de agosto de 1567». Está dentro del arciprestazgo de Huecha de la diócesis de Tarazona.

### Ermita de la Virgen del Castillo
La Ermita de la Virgen del Castillo, se alza sobre las ruinas de una antigua fortaleza en un macizo rocoso.
Emplazada dentro del casco urbano, sus dimensiones son mucho mayores que las de una ermita de campo.
Data de finales del siglo XVIII y alberga una imagen de la Virgen sedente, con el Niño, de estilo románico del siglo XIII.
De planta de cruz latina, consta de tres naves separadas por pilastras cruciformes cubiertas con bóveda de lunetos. 
La nave central está decorada con pinturas al fresco recientemente restauradas, con la gloria y coronación de la Virgen en la cúpula del crucero, pechinas con efigies de santos y recuadros pintados en la bóveda.
La torre, alta y esbelta, se corona con un chapitel clásico muy agudo.

### Patrimonio civil
En la calle que enlaza la iglesia y la ermita se emplaza la Casa de la Cultura, instalada en un edificio porticado.
Entre las bodegas típicas sobresale la del Churro, legendario jotero.
Alberga el «Museo El Churro», con varios espacios expositivos que presentan el proceso de elaboración del vino y curiosidades tales como una cepa de garnacha negra de 1896.
También se recogen antiguas herramientas del campo, así como maquinaria.
Se puede ver una recreación de una cocina aragonesa, radios y discos antiguos y una máquina de cine de la década de 1920.

## Fiestas y tradiciones

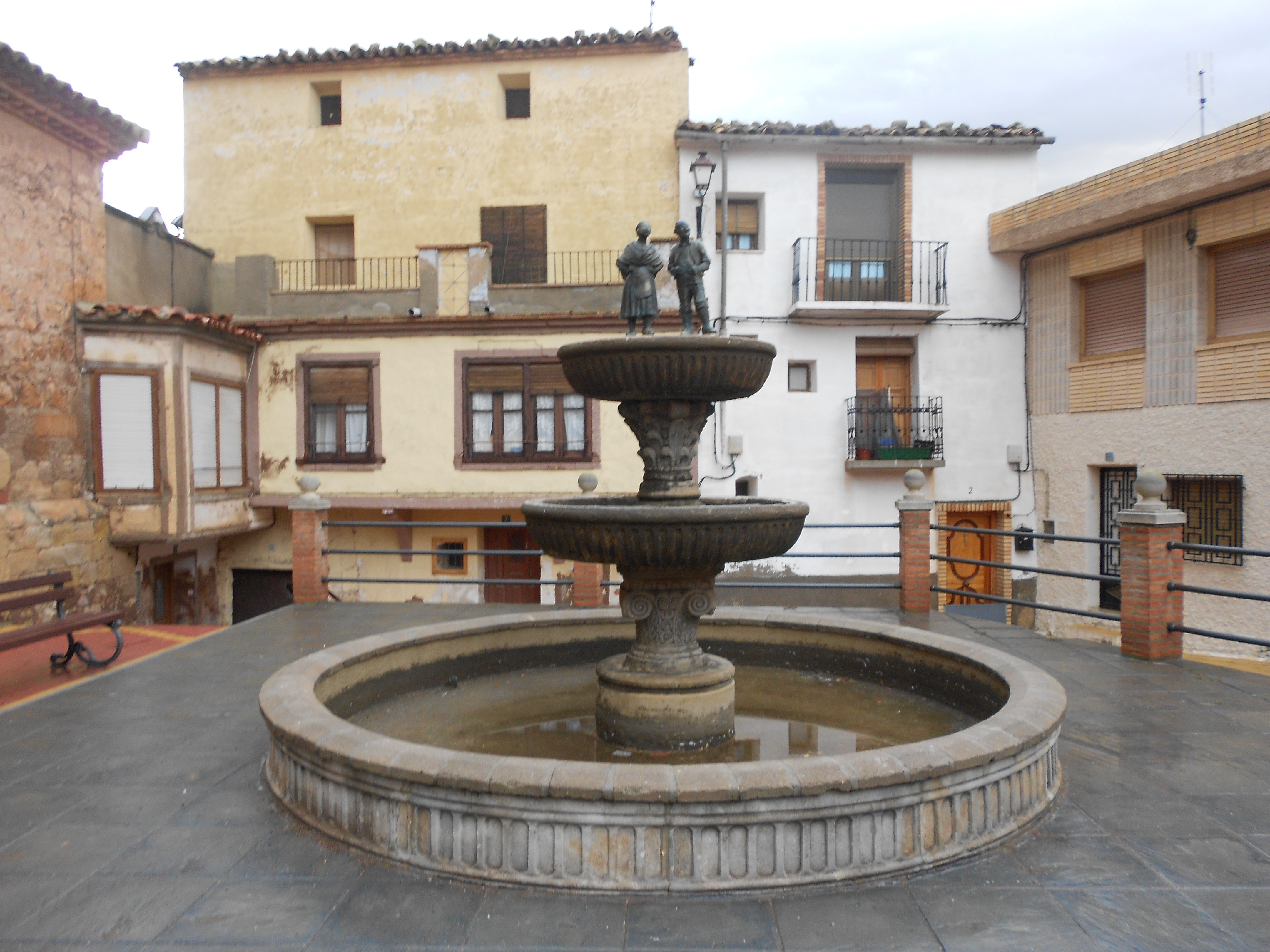
Monumento a los joteros en la localidad.

- Fiestas Mayores en honor a la Virgen del Castillo, el 24 de mayo.
- Fiestas de San Juan Bautista, el 24 de junio. La víspera se colocan las tradicionales «enramadas» —realizadas a partir de ramas, flores y multitud de elementos nuevos— en las calles y casas de la localidad para celebrar al día siguiente la fiesta de su patrón.
- Feria de artesanía, el primer domingo de julio.
- Fiestas de los Mozos, el cuarto domingo de octubre. Cinco muchachos llevan el estandarte y la peana de la Virgen del Castillo en procesión, recorriendo las calles del municipio.

Fuendejalón ha dado grandes voces al género de la jota aragonesa, como Joaquín Rodríguez, Lorenzo Navascués, Genaro Domínguez y Ángel «el Churro», entre otros.
Esta tradición se traduce en la organización de un importante certamen anual.

## Localidades hermanadas
- Camarsac, Francia
- Murillo el Fruto, España